# Милан Марковић (одбојкаш)
Милан Марковић (Подгорица, 20. јануар 1980) је црногорски одбојкаш, бивши репрезентативац СРЈ и СЦГ и садашњи Црне Горе. Тренутно наступа за Будванску ривијеру.
Са Будванском ривијером освојио је титулу првака СР Југославије 2001. и два трофеја Купа СР Југославије 2001. и 2002. У страним клубовима није успео да освоји неки трофеј, иако је играо четири финала, два са Олимпијакосом (првенство и куп), једно са Истанбулом ББ (првенство) и једно са Галатасарајем (куп).
За репрезентацију СР Југославије и Србије и Црне Горе наступао је 75 пута. Учествовао је Летњим олимпијским играма у Атини 2004. године, а такође је био и део националног тима у Светској лиги 2002, 2003. и 2005. Од 2006. наступа за репрезентацију Црне Горе.